# Carsten Sieling

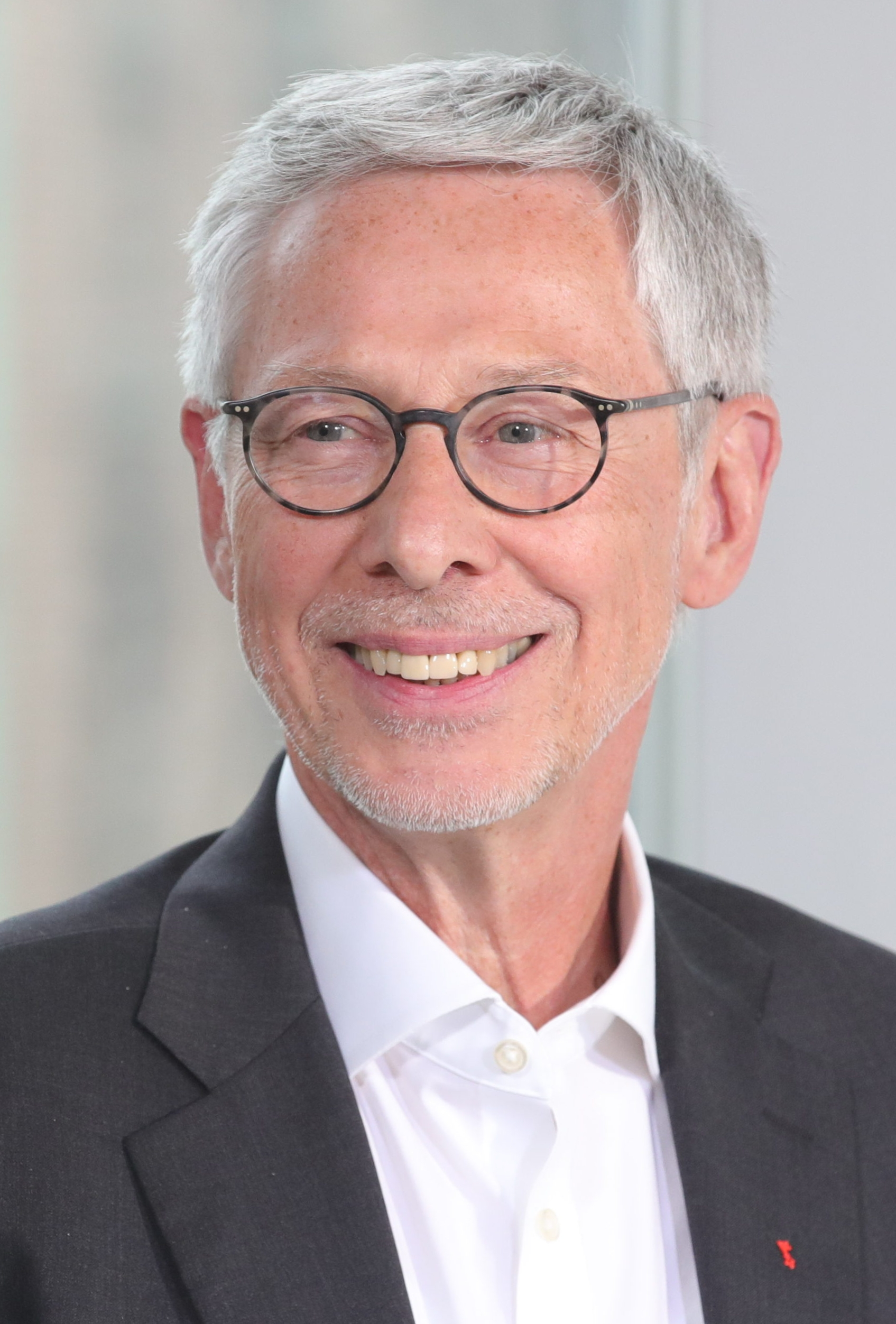
Carsten Sieling (2023)

Carsten Sieling (* 13. Januar 1959 in Nienburg/Weser) ist ein deutscher Politiker (SPD). Er war von Juli 2015 bis August 2019 Präsident des Senats und Bürgermeister der Freien Hansestadt Bremen sowie Senator für Angelegenheiten der Religionsgemeinschaften und Senator für Kultur.
Zuvor war er in den Jahren 2009 bis 2015 Mitglied des Deutschen Bundestages für den Wahlkreis 54 (Bremen I), nachdem er ab 1995 Abgeordneter der Bremischen Bürgerschaft und dort von 2005 bis 2009 Vorsitzender der SPD-Fraktion gewesen war. Von 2004 bis 2006 führte er als Landesvorsitzender die SPD Bremen. Von 2019 bis 2023 war er wieder Abgeordneter der Bremischen Bürgerschaft.

## Leben

### Familie, Ausbildung und Beruf
Sieling wuchs auf einem Nebenerwerbsbauernhof bei Nienburg auf; sein Vater war Arbeiter bei Volkswagen, seine Mutter Postangestellte. Nach dem Realschulabschluss machte Sieling von 1975 bis 1978 bei Telefunken in Hannover eine Berufsausbildung zum Industriekaufmann und war dort danach bis 1979 als kaufmännischer Angestellter tätig. Er erwarb die allgemeine Hochschulreife auf dem Zweiten Bildungsweg. Von 1979 bis 1988 studierte er an der Hamburger Hochschule für Wirtschaft und Politik, der Universität Bremen, der University of Maryland (USA) Wirtschaftswissenschaft und machte seinen Abschluss als Diplom-Ökonom. 1988/89 leistete er Zivildienst. Im Anschluss war er wissenschaftlicher Mitarbeiter an der Universität Bremen und beim Arbeitsförderungszentrum des Landes Bremen. Er wurde im Jahr 1999 bei Wolfram Elsner mit einer Arbeit zu Rüstungs-Konversion als Mittel regionaler Strukturpolitik promoviert. Ab 1991 war Sieling Referent für regionale Wirtschaftspolitik bei der Arbeitnehmerkammer Bremen; diese Beschäftigung ruhte während seines Mandats als Bundestagsabgeordneter.
Sieling ist verheiratet und hat drei Kinder. Er gehört keiner Konfession an.

### Politische Laufbahn

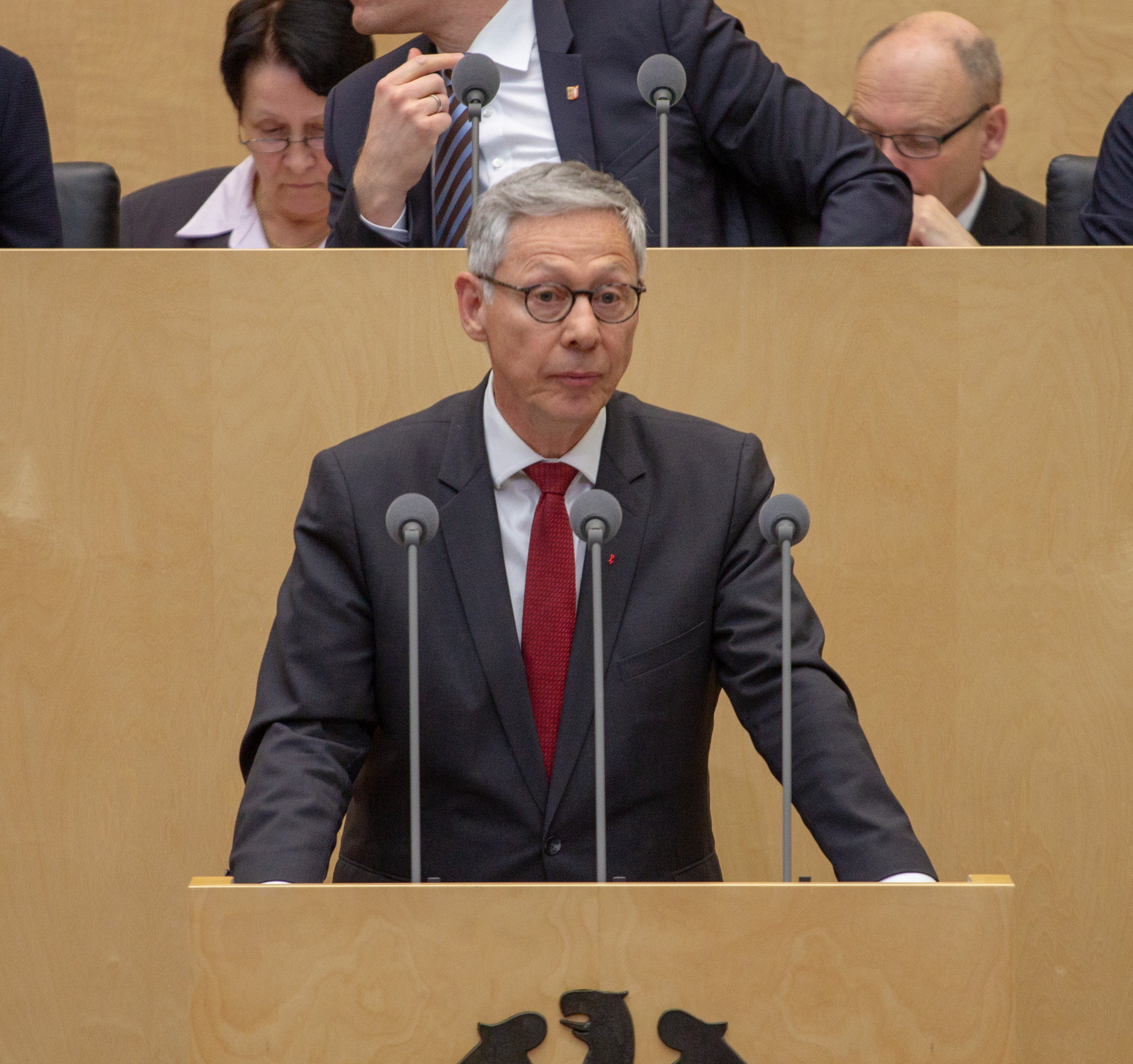
Carsten Sieling im Bundesrat, 2019

Sieling ist seit 1976 Mitglied der SPD. Er gehörte von 1993 bis 2006 dem Vorstand der SPD Bremen an, ab 2004 als Vorsitzender, und war von 2011 bis 2019 Mitglied des SPD-Parteivorstands.
Er wurde am 8. Juni 1995 Abgeordneter in der Bremischen Bürgerschaft. Zum Vorstand der SPD-Bürgerschaftsfraktion gehörte er von 1999 an; ab 2005 war er Fraktionsvorsitzender.
Seine Mitgliedschaft in der Bremischen Bürgerschaft endete am 14. Oktober 2009 mit der Übernahme seines Bundestagsmandats.
Sieling war Mitglied im Finanzausschuss des Deutschen Bundestags und im nach der Bankenkrise neu geschaffenen Gremium zum Finanzmarktstabilisierungsfonds (SoFFin). Zudem war er Mitglied im Unterausschuss Kommunales und stellvertretendes Mitglied im Haushaltsausschuss. Er gehörte dem Vorstand der SPD-Landesgruppe Niedersachsen/Bremen an und engagierte sich in der Parlamentarischen Linken (PL) der SPD-Bundestagsfraktion, deren Sprecher er seit März 2014 war. Er professionalisierte die PL und sorgte dafür, dass sie mit deutlicher Kritik an der Parteilinie in der Öffentlichkeit wahrgenommen wurde, weshalb Die Tageszeitung bei Sielings Abgang Mitte 2015 von einem „schwere[n] Verlust“ für die PL sprach. Zudem gründete Sieling im März 2011 die Sozialdemokratische Gemeinschaft für Kommunalpolitik (SGK) in der Metropolregion Nordwest mit und wurde dort zum Sprecher gewählt. Im November 2014 initiierte er gemeinsam mit Johanna Uekermann und Ralf Stegner ein neues Bündnis – die „Magdeburger Plattform“, benannt nach dem Gründungsort.
Im Mai 2015 teilte der bremische SPD-Landeschef Dieter Reinken mit, dass der Parteivorstand Sieling als Nachfolger Böhrnsens im Amt des bremischen Bürgermeisters vorschlage, nachdem Amtsinhaber Jens Böhrnsen nach der Wahl vom 10. Mai 2015 erklärt hatte, nicht mehr anzutreten. Beim außerordentlichen Landesparteitag der SPD am 2. Juni 2015 wurde Sieling für diesen Posten mit einer Zustimmung von 97 Prozent nominiert: 184 Delegierte stimmten für, vier gegen ihn, es gab zwei Enthaltungen.

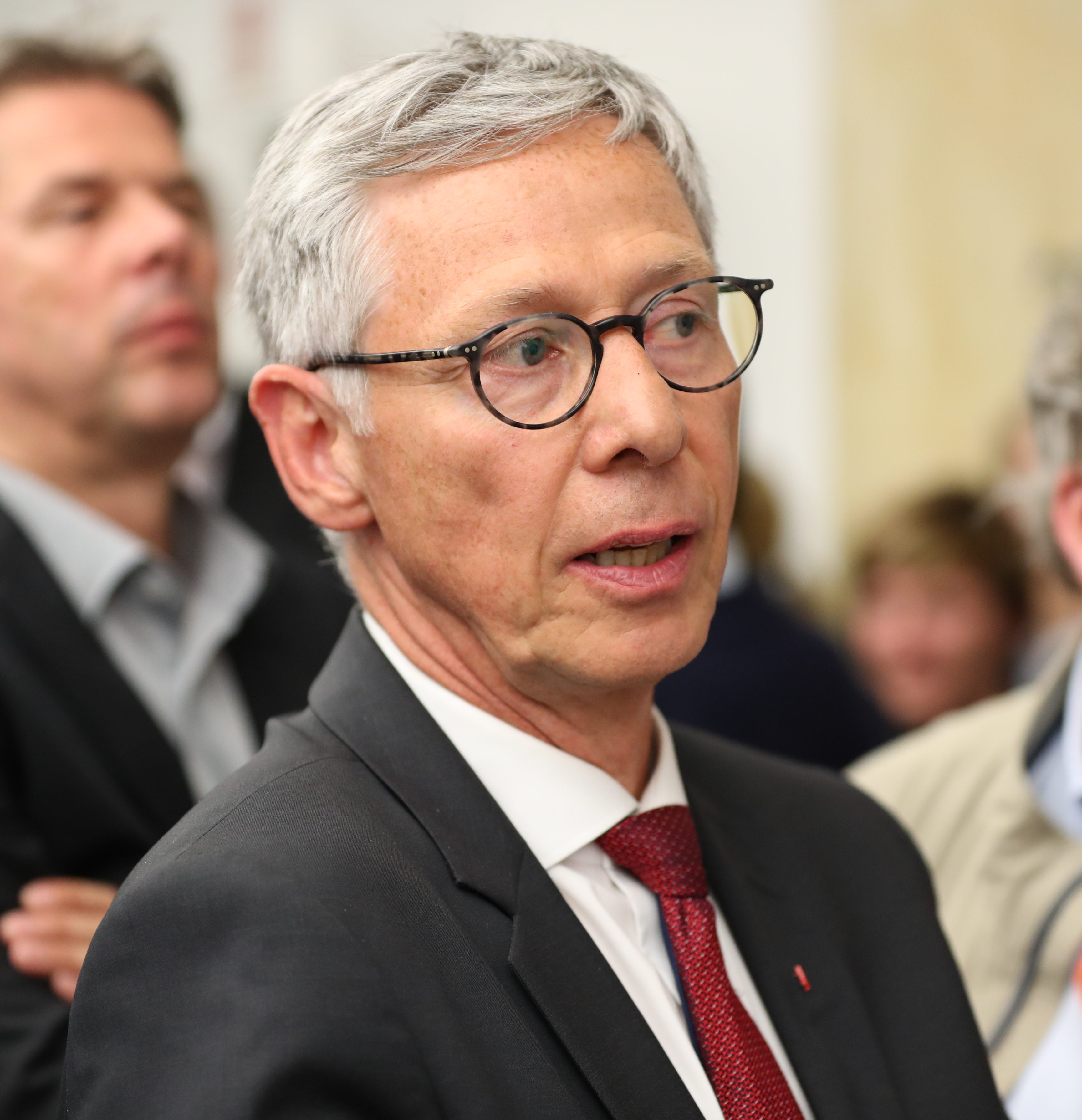
Carsten Sieling beim Wahlabend in der Bremischen Bürgerschaft 2019

Nach Bestätigung des Koalitionsvertrags zwischen SPD und Bündnis 90/Die Grünen durch die Parteigremien wurde Sieling am 15. Juli 2015 zum neuen Bremer Bürgermeister gewählt. Er erhielt 46 Ja- bei 33 Neinstimmen und 3 Enthaltungen. Das sind zwei Jastimmen mehr als SPD und Grüne Abgeordnete in der Bürgerschaft stellen.  Am 16. Juli 2015 schied er aus dem Deutschen Bundestag aus, Nachfolgerin im Mandat wurde Sarah Ryglewski.
Er kündigte im Juli 2019 seinen Verzicht auf das Bürgermeisteramt für die neu aufgestellte Regierung an, nachdem die SPD bei den Bürgerschaftswahlen 2019 zum ersten Mal seit 73 Jahren nicht die stärkste Kraft geworden war. Sein Nachfolger wurde Andreas Bovenschulte (SPD). Sein bei dieser Bürgerschaftswahl gewonnenes Abgeordnetenmandat behielt er jedoch. Bei der Bürgerschaftswahl in Bremen 2023 trat er nicht mehr an und schied aus der Bürgerschaft aus.

### Weitere Mitgliedschaften
Sieling war von 2003 bis zum 18. Juni 2010 Mitglied des Aufsichtsrats der GEWOBA. Anfang 2014 wurde er als Arbeitnehmervertreter in den Aufsichtsrat der ArcelorMittal Bremen gewählt.

## Politische Positionen
Sieling ist ein Experte in der Finanz- und Steuerpolitik und vertritt seine überwiegend linken Positionen deutlich. So kritisierte er den SPD-Parteivorsitzenden Sigmar Gabriel für dessen wirtschaftsfreundlichen Kurs zum transatlantischen Freihandelsabkommen (TTIP), für sein Abrücken von einer Vermögenssteuer und für den Kurswechsel bei der Vorratsdatenspeicherung. 2012 unterstützte Sieling in der sogenannten Beschneidungsdebatte (Zirkumzision#Kontroversen um die Beschneidung Minderjähriger) den vieldiskutierten Antrag, nach dem eine Beschneidung von Knaben vor Erreichen des 14. Lebensjahres zu kriminalisieren sei. Sieling setzt sich für eine Öffnung der SPD gegenüber einer rot-rot-grünen Koalition auf Bundesebene ein. Als erster Regierungschef eines Bundeslandes tritt Sieling für die Legalisierung des Cannabiskonsums ein. In der Flüchtlingspolitik meldete er sich im Juli 2015 zu Wort, kritisierte die harte Haltung der bayerischen CSU und sah die deutsche Politik in der Pflicht zu Solidarität. Ende August 2022 forderte er mit anderen linken SPD-Politikern einen Modus Vivendi mit Russland unter Putin und ein Ende weiterer Waffenlieferungen an die Ukraine.